# 名鉄DB2形ディーゼル機関車
名鉄DB2形ディーゼル機関車（めいてつDB2がたディーゼルきかんしゃ）は、かつて名古屋鉄道で運用されたディーゼル機関車である。1両（2）のみ存在した。

## 概要
1951年（昭和26年）、加藤製作所が製造した小型のディーゼル機関車である。
車両の車籍は名古屋鉄道であったが、所有権は日本通運。当初は築港線名電築港駅に配置され、1959年（昭和34年）から矢作橋駅から伸びていた東レ岡崎工場の専用線で運用されていた。
1969年（昭和44年）12月に廃車となった。